# Uncinaria stenocephala
Uncinaria stenocephala (лат.) — нематода-глист, вид рода Uncinaria семейства анкилостомидов, паразитирует на собаках и других псовых, кошках и других кошачьих; также возможно заражение человека. Длиной 15 мм. Жизненный цикл прямой. Распространён по всему миру, больше всего в Европе.

## Описание
Взрослые особи длиной примерно 15 мм. Имеют выраженную буккальную капсулу с двумя режущими пластинами с двух сторон.
Яйца овальной формы, имеют тонкую гладкую оболочку; размером примерно 65—80 мкм на 40—50 мкм. Свежие яйца содержат «морулу», несколько сгруппированных клеток.

## Жизненный цикл
Простой жизненный цикл. Яйца попадают в фекалии; внутри них личинка развивается до первой стадии. После вылупляется и в течение 4—8 дней развивается до третьей стадии. На третьей стадии личинки становятся заразными; в организм хозяина попадают при проглатывании, после чего мигрируют по слизистой оболочке. Зрелые особи живут в тонком кишечнике. После заражения половой зрелости достигает в течение 2—3 недель.

## Ареал
Распространён по всему миру. Чаще всего встречается в Европе, в Северной, Центральной и Южной. Паразитирует на собаках и других псовых, в холодных регионах мира — на кошках и других кошачьих.